# Rząd Bernarda Cazeneuve’a
Rząd Bernarda Cazeneuve’a – 39. rząd V Republiki Francuskiej funkcjonujący od grudnia 2016 do maja 2017. Powołał go prezydent François Hollande. Zastąpił drugi rząd Manuela Vallsa. W skład gabinetu weszli przedstawiciele Partii Socjalistycznej, a także Lewicowej Partii Radykalnej i Parti écologiste.
5 grudnia 2016 premier Manuel Valls ogłosił, że zamierza się ubiegać o urząd prezydenta w wyborach prezydenckich, które zaplanowano na 23 kwietnia 2017. W związku z tym złożył dymisję z funkcji premiera, która została przyjęta. Prezydent François Hollande 6 grudnia 2016 na stanowisko nowego premiera desygnował dotychczasowego ministra spraw wewnętrznych Bernarda Cazeneuve’a. Tego samego dnia powołano ministrów i sekretarzy stanu, skład rządu pozostał praktycznie niezmieniony w porównaniu z poprzednim gabinetem.
10 maja 2017 premier złożył dymisję rządu w związku z wyborem nowego prezydenta Emmanuela Macrona. 15 maja 2017, dzień po zaprzysiężeniu, prezydent na nowego premiera powołał Édouarda Philippe’a.

## Skład rządu w dniu powołania
Ministrowie
- Premier: Bernard Cazeneuve
- Minister spraw zagranicznych: Jean-Marc Ayrault
- Minister środowiska, energii, spraw morskich, zmian klimatycznych: Ségolène Royal
- Minister edukacji narodowej, szkolnictwa wyższego i badań naukowych: Najat Vallaud-Belkacem
- Minister gospodarki i finansów: Michel Sapin
- Minister spraw społecznych i zdrowia: Marisol Touraine
- Minister obrony: Jean-Yves Le Drian
- Minister sprawiedliwości, strażnik pieczęci: Jean-Jacques Urvoas
- Minister pracy, zatrudnienia, kształcenia zawodowego i dialogu społecznego: Myriam El Khomri
- Minister planowania przestrzennego i obszarów wiejskich: Jean-Michel Baylet
- Minister spraw wewnętrznych: Bruno Le Roux (do 21 marca 2017), Matthias Fekl (od 21 marca 2017)
- Minister rolnictwa, rzecznik prasowy rządu: Stéphane Le Foll
- Minister mieszkalnictwa: Emmanuelle Cosse
- Minister kultury i komunikacji: Audrey Azoulay
- Minister rodziny, dzieci i praw kobiet: Laurence Rossignol
- Minister służb publicznych: Annick Girardin
- Minister ds. miast, sportu i młodzieży: Patrick Kanner
- Minister ds. terytoriów zamorskich: Ericka Bareigts

Sekretarze stanu
- André Vallini, Jean-Vincent Placé, Juliette Méadel, Harlem Désir, Matthias Fekl (do 21 marca 2017), Jean-Marie Le Guen, Alain Vidalies, Barbara Pompili, Thierry Mandon, Christian Eckert, Martine Pinville, Axelle Lemaire (do 27 lutego 2017), Christophe Sirugue, Ségolène Neuville, Pascale Boistard, Jean-Marc Todeschini, Clotilde Valter, Estelle Grelier, Hélène Geoffroy, Thierry Braillard